# Аксуський район
Аксу́ський район (каз. Ақсу ауданы, рос. Аксуский район) — адміністративна одиниця у складі Жетисуської області Казахстану. Адміністративний центр — селище Жансугуров.

## Населення
Населення — 37473 особи (2021; 38839 у 2009, 45004 у 1999, 64559 у 1989).
Національний склад (станом на 2010 рік):
- казахи — 34755 осіб (94,83%)
- росіяни — 1388 осіб (3,79%)
- татари — 138 осіб
- чеченці — 108 осіб
- уйгури — 77 осіб
- німці — 57 осіб
- українці — 19 осіб
- греки — 11 осіб
- поляки — 9 осіб
- киргизи — 4 особи
- білоруси — 3 особи
- корейці — 2 особи
- узбеки — 2 особи
- азербайджанці — 1 особа
- інші — 75 осіб

## Історія
Район був утворений 17 грудня 1930 року. В 1944–1959 роках та 1967–1997 роках перебував у складі Талдикорганської області.
28 лютого 1997 року до складу району увійшла частина території ліквідованого Бурлютобинського району (Матайська селищна адміністрація, Єгінсуський та Кураксуський сільські округи). 23 травня 1997 року до складу району була включена територія ліквідованого Капальського району (Молалинська селищна адміністрація, Арасанський, Капальський, Кизилагаський, Кошкентальський та Суиксайський сільські округи). 1998 року зі складу району була виключена територія площею 975,10 км² та передана до складу Саркандського району.

## Склад
До складу району входять 17 сільських округів:
| Поселення                            | Площа, км² | Населення, осіб (1989) | Населення, осіб (1999) | Населення, осіб (2009) | Населення, осіб (2021) | Центр                | Населені пункти |
| ------------------------------------ | ---------- | ---------------------- | ---------------------- | ---------------------- | ---------------------- | -------------------- | --------------- |
| Аксуський сільський округ            | -          | 4705                   | 3410                   | 2302                   | 1959                   | Аксу                 | 6               |
| Арасанський сільський округ          | -          | 3044                   | 2008                   | 1963                   | 1439                   | Арасан               | 3               |
| Барлибека Сирттанова сільський округ | -          | 3139                   | 2213                   | 1576                   | 1403                   | Барлибека Сирттанова | 2               |
| Єгінсуський сільський округ          | -          | 1176                   | 743                    | 598                    | 611                    | Єгінсу               | 2               |
| Єсебулатовський сільський округ      | -          | 2659                   | 1980                   | 1793                   | 1543                   | Єсебулатова          | 3               |
| Жаналицький сільський округ          | -          | 1470                   | 995                    | 900                    | 744                    | Жаналик              | 1               |
| Жансугуровський сільський округ      | -          | 15187                  | 10648                  | 9774                   | 11421                  | Жансугуров           | 3               |
| Капальський сільський округ          | -          | 6299                   | 3883                   | 3869                   | 3727                   | Капал                | 1               |
| Каракозький сільський округ          | -          | 1877                   | 1201                   | 939                    | 951                    | Каракоз              | 2               |
| Карасуський сільський округ          | -          | 2328                   | 1821                   | 1316                   | 1377                   | Кенжира              | 3               |
| Карашиліцький сільський округ        | -          | 3353                   | 2413                   | 2147                   | 1964                   | Сагабуйєн            | 3               |
| Кизилагаський сільський округ        | -          | 4419                   | 2990                   | 2699                   | 2991                   | Кизилагаш            | 3               |
| Кошкентальський сільський округ      | -          | 1867                   | 1392                   | 1096                   | 1125                   | Кошкентал            | 2               |
| Матайський сільський округ           | -          | 5746                   | 4732                   | 4347                   | 3330                   | Матай                | 5               |
| Молалинський сільський округ         | -          | 2659                   | 1127                   | 659                    | 518                    | Молали               | 4               |
| Ойтоганський сільський округ         | -          | 2054                   | 1456                   | 915                    | 961                    | Ойтоган              | 2               |
| Суиксайський сільський округ         | -          | 2577                   | 1992                   | 1946                   | 1409                   | Суиксай              | 4               |

## Найбільші населені пункти
Населені пункти з чисельністю населення понад 1000 осіб:
| № | Населений пункт | Населення, осіб (1989) | Населення, осіб (1999) | Населення, осіб (2009) | Населення, осіб (2021) |
| - | --------------- | ---------------------- | ---------------------- | ---------------------- | ---------------------- |
| 1 | Жансугуров      | 12 454                 | 8 830                  | 8 288                  | 10 024                 |
| 2 | Капал           | 6 299                  | 3 883                  | 3 869                  | 3 727                  |
| 3 | Матай           | 4 575                  | 3 924                  | 3 778                  | 3 000                  |
| 4 | Кизилагаш       | 2 867                  | 2 256                  | 2 146                  | 2 468                  |
| 5 | Арасан          | 2 610                  | 1 549                  | 1 758                  | 1 264                  |
| 6 | Єсебулатова     | 1 883                  | 1 437                  | 1 329                  | 1 240                  |